# Марків Віталій Михайлович
Віталій Михайлович Марків (нар. 16 серпня 1989, м. Хоростків, Гусятинський район, Тернопільська область, Українська РСР)— український військовослужбовець, старший лейтенант Національної гвардії України, ветеран добровольчого батальйону оперативного призначення ім. Кульчицького, учасник Революції гідності та російсько-української війни, який відзначився під час відбиття російського вторгнення в Україну. Кавалер ордена «За мужність» III ступеня (2020). Громадянин України та Італії. Відомий також через тривалий судовий процес, під час якого у липні 2019 року італійський суд спершу визнав Віталія винним у загибелі італійського фоторепортера Андреа Роккеллі на Донбасі у травні 2014 року, але 3 листопада 2020 року Марківа було повністю виправдано й звільнено апеляційним судом Мілана.

## Життєпис

### Ранні роки
Народився 16 серпня 1989 року в Хоросткові Тернопільської області. 
2003 року разом із з матір'ю й сестрою переїхав до Італії, де закінчив технічний коледж, у 16-річному віці отримав громадянство Італії. Працював діджеєм. 
В Україну повернувся у грудні 2013 року, під час Євромайдану.

### Громадська та військова діяльність до 30 червня 2017 року
Під час Євромайдану брав активну участь у Революції гідності в Києві, був членом Самооборони. 
З початком російсько-української війни навесні 2014 року став добровольцем батальйону Національної гвардії України ім. Героя України генерал-майора С. Кульчицького, у якому проходив службу спочатку як резервист, потім як мобілізований військовослужбовець, у згодом, у званні старшого сержанта, уклав контракт про проходження військової служби. 
Брав участь у російсько-українській війні (АТО/ООС), зокрема у боях за Слов'янськ, Вуглегірськ, Станицю Луганську, Попасну у 2014—2017 рр. 
Цікавий факт: у березні 2017-го Віталій брав участь у конкурсному відборі на нововведену посаду головного старшини Національної гвардії України, посівши друге місце серед 17 кращіх представників сержантського складу НГУ (зокрема, був кращим за підсумками іспитів з загальновійськових статутів та англійської мови). 

### Ув'язнення в Італії
2017 року Марків поїхав до Італії, щоб відвідати матір. 30 червня 2017 року в аеропорту Болоньї італійські карабінери заарештували Марківа за підозрою у причетності до вбивства італійського фотокореспондента Андреа Роккеллі разом із його російським колегою Андрієм Мироновим, які загинули внаслідок мінометного обстрілу у травні 2014 року поблизу Слов'янська. Заступник генпрокурора України Євген Єнін повідомив, що Роккеллі відвідав так звану «сіру зону» без погодження цього візиту з офіційною владою України..
Від часу затримання український військовий перебував в ув'язненні у Павії. У листопаді 2017 року суд відмовився змінити Маркову запобіжний захід і відпустити його під домашній арешт. Розслідування справи італійською прокуратурою було завершене у травні 2018 року, перше засідання суду розпочалося 6 липня в місті Ассізі. За повідомленням місцевої преси, потерпілою стороною на процесі виступила родина загиблого журналіста і Національна федерація італійської преси (FNSI).
Італійський адвокат Маркова Раффаеле делла Валле вказує на абсурдність звинувачень:
.

#### Судові засідання і вирок
Винесення вироку було заплановане на 12 липня 2019 року. Прокуратура вимагає для підсудного покарання у вигляді 17 років ув'язнення Адвокати родини італійського журналіста сподівалися отримати декілька мільйонів євро компенсації..
12 липня 2019 року італійський суд провів остаточне засідання у справі Віталія Маркова, на якому обвинуваченому було надане останнє слово перед оголошенням вироку.
Після наради, суд оголосив рішення (без мотивувальної частини), оголосивши Маркова винним та призначивши покарання у вигляді 24 років позбавлення волі з зобов'язанням виплати компенсації родині загиблого.
Після оголошення вироку Маркова помістили до виправної колонії «Опера» в Мілані, де відбувають покарання злочинці за особливо тяжкі злочини.
Згодом Олесь Городецький повідомив, що «суд вирішив також направити запит на відкриття кримінального провадження проти народного депутата Богдана Матківського». У 2014 році Богдан Матківський з народним депутатом Андрієм Антонищаком очолював підрозділ Нацгвардії, у якому тоді служив Марків.
20 листопада 2019 Україна подала апеляцію на вирок. 31 серпня 2020 року голова МВС України Арсен Аваков заявив, що Національна поліція України має докази невинуватості Маркова.
3 листопада 2020 року Міланський апеляційний суд виніс виправдувальний вирок у справі Віталія Маркова, повністю виправдавши його. У грудні 2021 року Верховний касаційний суд Риму остаточно виправдав Марківа та зняв усі претензії до України. Судом було відхилено всі клопотання обвинувачення й залишено у силі виправдувальний вирок апеляційного суду.

#### Реакція в Україні
Особовий склад та ветерани батальйону оперативного призначення ім. Сергія Кульчицького вважають дану справу політично заанґажованою та направленою на дестабілізацію українсько-італійських відносин. Українські військові зазначили:
Нардеп України Антон Геращенко заявив, що до затримання Марківа причетні російські спецслужби, яким вдалося намовити італійських правоохоронців до його затримання. МЗС України заявило, що справа перебуває під контролем української сторони.
29 вересня 2020 предстоятель УПЦ КП патріарх Філарет звернувся до Папи римського Франциска з листом на підтримку Маркова.

#### Акції на підтримку
Світове українство розпочало міжнародну кампанію «Звільнити Маркова» (англ. Free Markiv). Кампанію ініціював голова Християнського товариства українців в Італії Олесь Городецький; заходи в рамках кампанії, окрім власне вояків АТО, побратимів Віталія, українських патріотичних організацій, підтримала діаспора, зокрема Генеральний секретар Світового Конґресу Українців Стефан Романів.
25 січня 2018 р. представники української громади пікетували міністерство юстиції Італії.
7 та 14 березня — акції у Києві, учасники пройшли маршем до посольства Італійської Республіки, де провели мітинг й озвучили вимоги.
Акції на підтримку українського вояка відбулися в Римі, Парижі, Берліні, Будапешті, Мадриді, Таллінні, Лісабоні, Лондоні, Афінах, а також в Нью-Йорку і Чикаго У травні 2019 року для підтримки нацгвардійця Маркова на суд до Італії прибув Міністр внутрішніх справ України Арсен Аваков..

#### Виправдання
3 листопада 2020 року в апеляційному суді Мілана розпочалося чергове засідання з розгляду апеляції на вирок нацгвардійцю. На цьому судовому засіданні Віталія Маркова не було. На процесі він був присутній в режимі онлайн, перебуваючи у в'язниці.
Апеляційний суд Мілана відновив слухання і виправдав Маркова. 4 листопада Маркова зустріли на аеродромі Нацгвардії.
Сторона обвинувачення оскаржила виправдальний вирок. Про це Віталій Марків заявив під час презентації дослідження «Битва наративів: дезінформація Кремля щодо справи Віталія Марківа в Італії». В грудні 2021 року Верховний касаційний суд Італії відхилив позов та остаточно виправдав Марківа.

### Після повернення в Україну
Під час Російського вторгнення в Україну (з 2022) — офіцер 1-ї Президентської бригади оперативного призначення Нацгвардії України, брав участь в обороні м. Києва та Київської області, потому — у обороні населеного пункту Тетянівка Донецької області, визволенні Святогірська, Лиману та Луганської області, боях в Серебрянському та Кремінському лісництві.
У публікації, датованій січнем 2025 року, йшлося, що Віталій служить у 1-му батальйоні оперативного призначення «Форпост» бригади «Буревій», інколи проводить заняття із курсантами. 

### Особисте життя
Із дружиною Діаною Віталій разом із 2014 року, їхнє знайомство відбулося у новорічну ніч на Євромайдані. Наприкінці 2021-го у пари народився син.

## Судове переслідування в Росії
Під мінометним обстрілом 2014 року разом із Роккеллі загинув його перекладач, росіянин Андрій Миронов, і вже після звільнення Маркова італійським судом, 11 грудня 2020 року російський Басманний суд (м. Москва) санкціонував його заочний арешт за тими ж звинуваченнями — «вбивство, вчинене групою осіб за попередньою змовою загальнонебезпечним способом із мотивів політичної, ідеологічної, національної ненависті або ворожнечі». Міністр внутрішніх справ України Аваков назвав це «визнанням [Росією] своєї участі у спробі фальсифікації справи» та «неприхованим переслідуванням» з боку путінського режиму.

## Військові звання
- старший лейтенант;
- лейтенант;
- молодший лейтенант;
- головний сержант;
- старший сержант (до 12 грудня 2020 — за текстом Указу Президента);
- сержант;
- молодший сержант;
- старший солдат резерву (станом на 25 березня 2015 — за текстом Указу Президента);
- солдат резерву (весна 2014).

## Нагороди
- Медаль «За військову службу Україні» (25 березня 2015) — за особисту мужність і високий професіоналізм, виявлені у захисті державного суверенітету та територіальної цілісності України[40];
- Орден «За мужність» III ступеня (12 грудня 2020) — за особисту мужність, виявлену у захисті державного суверенітету та територіальної цілісності України, самовіддане служіння Українському народові[41][42][43];
- Орден Архистратига Михаїла I ступеня (ПЦУ, 2020)[44].